# Lista zabytków w Kalkarze
To jest lista zabytków w miejscowości Kalkara na Malcie, które są umieszczone na liście National Inventory of the Cultural Property of the Maltese Islands.

## Lista
| Nazwa zabytku                                                      | Lokalizacja                            | Współrzędne                                   | Nr na liście NICPMI | Zdjęcie |
| ------------------------------------------------------------------ | -------------------------------------- | --------------------------------------------- | ------------------- | ------- |
| Statua św. Antoniego z Padwy                                       | Triq Santa Liberata                    | 35°53′08,8″N 14°31′55,6″E/35,885787 14,532111 | 00648               |         |
| Statua św. Franciszka                                              | Triq Santa Liberata                    | 35°53′08,3″N 14°31′58,8″E/35,885638 14,533006 | 00649               |         |
| Statua św. Michała                                                 | Triq Santa Liberata                    | 35°54′24,8″N 14°29′29,9″E/35,906902 14,491629 | 00650               |         |
| Kościół św. Barbary i klasztor kapucynów                           | Triq Santu Rokku                       | 35°53′08,3″N 14°31′59,6″E/35,885634 14,533224 | 00651               |         |
| Nisza Matki Bożej Fatimskiej                                       | Triq Santu Rokku / Triq Kapuċċini      | 35°53′09,5″N 14°32′01,0″E/35,885982 14,533611 | 00652               |         |
| Kaplica Zbawiciela                                                 | Triq is-Salvatur                       | 35°53′29,6″N 14°31′31,7″E/35,891566 14,525463 | 00653               |         |
| Nisza Matki Bożej z Loreto                                         | 83 Triq ir-Rinella / Triq Patist Borda | 35°53′25,1″N 14°31′36,5″E/35,890317 14,526807 | 00654               |         |
| Nisza św. Józefa                                                   | Triq ir-Rinella / Triq is-Sienja       | 35°53′25,2″N 14°31′36,9″E/35,890344 14,526919 | 00655               |         |
| Nisza św. Filomeny                                                 | 4 Triq Santa Filumena                  | 35°53′20,0″N 14°31′43,7″E/35,888887 14,528812 | 00656               |         |
| Kościół parafialny św. Józefa                                      | Misraħ l-Arċisqof Gonzi                | 35°53′18,3″N 14°31′43,8″E/35,888415 14,528828 | 00657               |         |
| Nisza św. Teresy z Avila                                           | Sqaq l-Ixprunara                       | 35°53′17,0″N 14°31′38,8″E/35,888054 14,527457 | 00658               |         |
| "The Cottage"                                                      | Triq Marina                            | 35°53′24,6″N 14°31′32,7″E/35,890172 14,525757 | 01172               |         |
| Villa Portelli                                                     | Triq Marina                            | 35°53′26,0″N 14°31′32,3″E/35,890550 14,525634 | 01173               |         |
| Cmentarz Royal Navy                                                | Triq San Leonardu                      | 35°53′13,6″N 14°32′12,1″E/35,887118 14,536686 | 01174               |         |
| Red House                                                          | Triq Santu Rokku / Sqaq Tewma          | 35°53′24,7″N 14°32′09,8″E/35,890206 14,536047 | 01175               |         |
| Fort Ricasoli                                                      | Gallows’ Point                         | 35°53′49,8″N 14°31′36,2″E/35,897174 14,526713 | 1655                |         |
| Bastion centralny – Fort Ricasoli                                  | Fort Ricasoli                          | 35°53′45,3″N 14°31′42,5″E/35,895905 14,528470 | 1656                |         |
| Prawy półbastion z przyległą kurtyną – Fort Ricasoli               | Fort Ricasoli                          | 35°53′44,5″N 14°31′38,4″E/35,895697 14,527343 | 1657                |         |
| Lewy półbastion (św. Dominika) z przyległą kurtyną – Fort Ricasoli | Fort Ricasoli                          | 35°53′48,9″N 14°31′42,8″E/35,896904 14,528550 | 1658                |         |
| Faussebraye – Fort Ricasoli                                        | Fort Ricasoli                          | 35°53′44,1″N 14°31′40,8″E/35,895593 14,528001 | 1659                |         |
| Przeciwstraż – Fort Ricasoli                                       | Fort Ricasoli                          | 35°53′50,0″N 14°31′47,5″E/35,897223 14,529865 | 1660                |         |
| Lewa brama wypadowa – Fort Ricasoli                                | Fosa główna fortu Ricasoli             | 35°53′47,3″N 14°31′43,2″E/35,896483 14,528666 | 1661                |         |
| Prawa brama wypadowa – Fort Ricasoli                               | Fosa główna fortu Ricasoli             | 35°53′44,1″N 14°31′39,9″E/35,895581 14,527741 | 1662                |         |
| Prawa kaponiera – Fort Ricasoli                                    | Fosa główna fortu Ricasoli             | 35°53′43,5″N 14°31′40,1″E/35,895418 14,527819 | 1663                |         |
| Lewa kaponiera – Fort Ricasoli                                     | Fosa główna fortu Ricasoli             | 35°53′47,3″N 14°31′44,1″E/35,896461 14,528919 | 1664                |         |
| Prawy rawelin – Fort Ricasoli                                      | Fosa główna fortu Ricasoli             | 35°53′42,1″N 14°31′40,9″E/35,895016 14,528018 | 1665                |         |
| Lewy rawelin – Fort Ricasoli                                       | Fosa główna fortu Ricasoli             | 35°53′47,2″N 14°31′46,0″E/35,896439 14,529438 | 1666                |         |
| Droga kryta – Fort Ricasoli                                        | Fort Ricasoli                          | 35°53′43,2″N 14°31′45,6″E/35,895344 14,529322 | 1667                |         |
| Glacis – Fort Ricasoli                                             | Fort Ricasoli                          | 35°53′42,4″N 14°31′47,1″E/35,895106 14,529752 | 1668                |         |
| Fosa główna (od strony lądu) – Fort Ricasoli                       | Fort Ricasoli                          | 35°53′43,6″N 14°31′42,4″E/35,895445 14,528456 | 1669                |         |
| Fosa od strony morza – Fort Ricasoli                               | Fort Ricasoli                          | 35°53′53,8″N 14°31′32,7″E/35,898278 14,525763 | 1670                |         |
| Bastion nr 1 i kleszcze – Fort Ricasoli                            | Fort Ricasoli                          | 35°53′54,5″N 14°31′26,7″E/35,898479 14,524088 | 1671                |         |
| Kurtyna nr 1 – Fort Ricasoli                                       | Fort Ricasoli                          | 35°53′54,3″N 14°31′28,7″E/35,898414 14,524628 | 1672                |         |
| Bastion nr 2 – Fort Ricasoli                                       | Fort Ricasoli                          | 35°53′55,1″N 14°31′30,9″E/35,898640 14,525245 | 1673                |         |
| Kurtyna nr 2 – Fort Ricasoli                                       | Fort Ricasoli                          | 35°53′53,1″N 14°31′33,0″E/35,898092 14,525846 | 1674                |         |
| Bastion nr 3 – Fort Ricasoli                                       | Fort Ricasoli                          | 35°53′52,9″N 14°31′35,5″E/35,898040 14,526538 | 1675                |         |
| Platforma obok bastionu nr 3 – Fort Ricasoli                       | Fort Ricasoli                          | 35°53′51,7″N 14°31′37,8″E/35,897684 14,527178 | 1676                |         |
| Kurtyna obok bastionu nr 4 – Fort Ricasoli                         | Fort Ricasoli                          | 35°53′51,2″N 14°31′41,3″E/35,897556 14,528146 | 1677                |         |
| Bastion nr 4 – Fort Ricasoli                                       | Fort Ricasoli                          | 35°53′52,2″N 14°31′42,8″E/35,897832 14,528568 | 1678                |         |
| Kurtyna nr 5 – Fort Ricasoli                                       | Fort Ricasoli                          | 35°53′50,5″N 14°31′42,9″E/35,897354 14,528595 | 1679                |         |
| Ciąg kleszczy od strony portu – Fort Ricasoli                      | Fort Ricasoli                          | 35°53′49,1″N 14°31′32,1″E/35,896976 14,525575 | 1680                |         |
| Pozostałości baterii Orsi – Fort Ricasoli                          | Fort Ricasoli                          | 35°53′53,7″N 14°31′25,3″E/35,898258 14,523687 | 1681                |         |
| Brama główna i pozostałości domu gubernatora – Fort Ricasoli       | Fort Ricasoli                          | 35°53′46,3″N 14°31′35,8″E/35,896188 14,526615 | 1682                |         |
| Kaplica św. Mikołaja – Fort Ricasoli                               | Fort Ricasoli                          | 35°53′47,6″N 14°31′36,4″E/35,896557 14,526774 | 1683                |         |
| Magazyn prochu nr 1 – Fort Ricasoli                                | Fort Ricasoli                          | 35°53′49,8″N 14°31′43,0″E/35,897165 14,528624 | 1684                |         |
| Magazyn prochu nr 2 – Fort Ricasoli                                | Fort Ricasoli                          | 35°53′51,4″N 14°31′37,3″E/35,897598 14,527022 | 1685                |         |